# Ekstraklasa kobiet w tenisie stołowym (2012/2013)
Ekstraklasa kobiet w tenisie stołowym 2012/2013 – 65. edycja rozgrywek pierwszego poziomu ligowego kobiet w Polsce. Brało w niej udział 10 drużyn.
Triumfatorem rozgrywek został KTS Spar Zamek Tarnobrzeg, który w meczach finałowych pokonał GLKS Wanzl Scania Nadarzyn. Brązowe medale zdobyły drużyny Polmlek Zamer Lidzbark Warmiński i SKTS Sochaczew.

## System rozgrywek
Rozgrywki prowadzone były z udziałem 10 drużyn i były podzielone na dwie fazy: zasadniczą i play-off.
Faza zasadnicza składa się z dwóch rund. Pierwsza runda rozgrywana jest systemem każdy z każdym. W drugiej rundzie gospodarzami spotkań w drugiej rundzie są drużyny, które w pierwszej rundzie w meczu pomiędzy tymi samymi drużynami grały na wyjazdach. Za zwycięstwo drużyny otrzymują 2 punkty, zaś za porażkę nie otrzymują punktów.
Do fazy play-off awansują 4 drużyny. W półfinałach zostaną rozegrane dwumecze. Pary zostaną ustalone na podstawie tabeli po rundzie zasadniczej (1-4, 2-3). Gospodarzami pierwszego meczu będą drużyny z niższego miejsc. Zwycięzcy półfinałów awansują do finału, gdzie zostanie rozegrany dwumecz. Drużyna, która wygra finał otrzyma tytuł Drużynowego Mistrza Polski kobiet, puchar i złote medale, a zespół pokonany w finale otrzyma puchar i srebrne medale. Drużyny, które odpadły w półfinałach, otrzymają brązowe medale. Do 1. ligi spadną dwie ostatnie drużyny po fazie zasadniczej.
Każdy mecz składa się z 3-5 gier rozgrywanych kolejno na jednym stole. Mecz kończy się wraz z uzyskaniem przez jedną drużyn trzech zwycięstw. Układ gier w meczu.
| 1. gra | 2. gra | 3. gra | 4. gra | 5. gra |
| ------ | ------ | ------ | ------ | ------ |
| A–X    | B–Y    | C–Z    | A–Y    | B–X    |

## Kluby
| Klub                             | Sezon 2011/2012 |
| -------------------------------- | --------------- |
| AZS PWSiP Łomża                  | 7. miejsce      |
| GLKS Wanzl Scania Nadarzyn       | 6. miejsce      |
| KS Spójnia Warszawa              | Awans z 1. ligi |
| KS Stella Gniezno                | Awans z 1. ligi |
| KTS Zamek Tarnobrzeg             | Mistrz          |
| KU AZS AJD Częstochowa           | Półfinał        |
| KU AZS UE Wrocław                | 8. miejsce      |
| MKSTS DWSPiT Polkowice           | Półfinał        |
| Polmlek Zamer Lidzbark Warmiński | 5. miejsce      |
| SKTS Sochaczew                   | Wicemistrz      |

## Faza zasadnicza
| Poz. | Drużyna                          | M  | Z  | P  | Pojedynki | Punkty |
| ---- | -------------------------------- | -- | -- | -- | --------- | ------ |
| 1.   | KTS Zamek Tarnobrzeg             | 18 | 18 | 0  | 54:13     | 36     |
| 2.   | GLKS Wanzl Scania Nadarzyn       | 18 | 13 | 5  | 44:26     | 26     |
| 3.   | SKTS Sochaczew                   | 18 | 12 | 6  | 41:34     | 24     |
| 4.   | Polmlek Zamer Lidzbark Warmiński | 18 | 11 | 7  | 39:30     | 22     |
| 5.   | KU AZS UE Wrocław                | 18 | 10 | 8  | 38:34     | 20     |
| 6.   | MKSTS DWSPiT Polkowice           | 18 | 9  | 9  | 40:34     | 18     |
| 7.   | KU AZS AJD Częstochowa           | 18 | 7  | 11 | 33:45     | 14     |
| 8.   | AZS PWSiP Łomża                  | 18 | 5  | 13 | 31:43     | 10     |
| 9.   | KS Stella Gniezno                | 18 | 3  | 15 | 21:47     | 6      |
| 10.  | KS Spójnia Warszawa              | 18 | 0  | 18 | 4:54      | 0      |

     Awans do półfinału
     Spadek do 1. ligi

## Play-off
|  |          |                                  |          |                            |          |   |   |                      |       |       |       |       |
|  | Półfinał | Półfinał                         | Półfinał | Półfinał                   | Półfinał |   |   | Finał                | Finał | Finał | Finał | Finał |
|  | Półfinał | Półfinał                         | Półfinał | Półfinał                   | Półfinał |   |   | Finał                | Finał | Finał | Finał | Finał |
|  |          |                                  |          |                            |          |   |   |                      |       |       |       |       |
|  |          |                                  |          |                            |          |   |   |                      |       |       |       |       |
|  | 1        | KTS Zamek Tarnobrzeg             | 3        | 3                          |          |   |   |                      |       |       |       |       |
|  | 1        | KTS Zamek Tarnobrzeg             | 3        | 3                          |          |   |   |                      |       |       |       |       |
|  | 4        | Polmlek Zamer Lidzbark Warmiński | 0        | 0                          |          |   |   |                      |       |       |       |       |
|  | 4        | Polmlek Zamer Lidzbark Warmiński | 0        | 0                          |          |   | 1 | KTS Zamek Tarnobrzeg | 3     | 3     |       |       |
|  |          |                                  |          |                            |          |   | 1 | KTS Zamek Tarnobrzeg | 3     | 3     |       |       |
|  |          |                                  | 2        | GLKS Wanzl Scania Nadarzyn | 0        | 0 |   |                      |       |       |       |       |
|  | 2        | GLKS Wanzl Scania Nadarzyn       | 2        | GLKS Wanzl Scania Nadarzyn | 0        | 0 | 3 | 2                    | 3     |       |       |       |
|  | 2        | GLKS Wanzl Scania Nadarzyn       |          |                            |          |   |   |                      |       |       |       |       |
|  | 3        | SKTS Sochaczew                   | 0        | 3                          | 2        |   |   |                      |       |       |       |       |
|  | 3        | SKTS Sochaczew                   | 0        | 3                          | 2        |   |   |                      |       |       |       |       |
|  |          |                                  |          |                            |          |   |   |                      |       |       |       |       |

### Półfinały
| Gospodarze                       | Wynik       | Goście                           |
| 1. półfinał                      | 1. półfinał | 1. półfinał                      |
| -------------------------------- | ----------- | -------------------------------- |
| KTS Zamek Tarnobrzeg             | 3:0         | Polmlek Zamer Lidzbark Warmiński |
| GLKS Wanzl Scania Nadarzyn       | 3:0         | SKTS Sochaczew                   |
| 2. półfinał                      |             |                                  |
| Polmlek Zamer Lidzbark Warmiński | 0:3         | KTS Zamek Tarnobrzeg             |
| SKTS Sochaczew                   | 3:2         | GLKS Wanzl Scania Nadarzyn       |
| 3. półfinał                      |             |                                  |
| GLKS Wanzl Scania Nadarzyn       | 3:2         | SKTS Sochaczew                   |

### Finał
| GLKS Wanzl Scania Nadarzyn | 3:0                   | KTS Zamek Tarnobrzeg  |
| 1. mecz, 28 maja 2013      | 1. mecz, 28 maja 2013 | 1. mecz, 28 maja 2013 |
| -------------------------- | --------------------- | --------------------- |
| Antonina Szymańska         | 1:3                   | Renata Štrbíková      |
| Klaudia Kusińska           | 0:3                   | Han Ying              |
| Yi Bin Shen                | 2:3                   | Qian Li               |

| KTS Zamek Tarnobrzeg    | 3:0                     | GLKS Wanzl Scania Nadarzyn |
| 2. mecz, 1 czerwca 2013 | 2. mecz, 1 czerwca 2013 | 2. mecz, 1 czerwca 2013    |
| ----------------------- | ----------------------- | -------------------------- |
| Jia Jun                 | 3:1                     | Antonina Szymańska         |
| Han Ying                | 3:2                     | Shen Yibin                 |
| Qian Li                 | 3:0                     | Klaudia Kusińska           |

## Medaliści
| Lp. | Drużyna                          |
| --- | -------------------------------- |
| 1.  | KTS Zamek Tarnobrzeg             |
| 2.  | GLKS Wanzl Scania Nadarzyn       |
| 3.  | SKTS Sochaczew                   |
| 3.  | Polmlek Zamer Lidzbark Warmiński |